# Mike Vecchione
Michael "Mike" Vecchione, född 25 februari 1993, är en amerikansk professionell ishockeyforward som spelar för Colorado Eagles i AHL.
Han har tidigare spelat på NHL-nivå för Philadelphia Flyers och på lägre nivåer för San Antonio Rampage och Lehigh Valley Phantoms i AHL samt Union Dutchmen (Union College) i National Collegiate Athletic Association (NCAA) och Tri-City Storm i United States Hockey League (USHL).
Vecchione blev aldrig draftad av någon NHL-organisation.

## Statistik
| 2010–2011   | Malden Catholic High |             | 20  | 26 | 44  | 70  | —   | — | — | — | — | — |
| 2011–2012   | Tri-City Storm       | USHL        | 49  | 10 | 19  | 29  | 28  | 2 | 0 | 2 | 2 | 0 |
| 2012–2013   | Tri-City Storm       | USHL        | 63  | 26 | 34  | 60  | 75  | — | — | — | — | — |
| 2013–2014   | Union College        | NCAA        | 38  | 14 | 20  | 34  | 32  | — | — | — | — | — |
| 2014–2015   | Union College        | NCAA        | 39  | 19 | 31  | 50  | 18  | — | — | — | — | — |
| 2015–2016   | Union College        | NCAA        | 34  | 9  | 20  | 29  | 30  | — | — | — | — | — |
| 2016–2017   | Philadelphia Flyers  | NHL         | 2   | 0  | 0   | 0   | 0   | — | — | — | — | — |
|             | Union College        | NCAA        | 38  | 29 | 34  | 63  | 45  | — | — | — | — | — |
| NHL totalt  | NHL totalt           | NHL totalt  | 2   | 0  | 0   | 0   | 0   | — | — | — | — | — |
| NCAA totalt | NCAA totalt          | NCAA totalt | 149 | 71 | 105 | 176 | 125 | — | — | — | — | — |
| USHL totalt | USHL totalt          | USHL totalt | 112 | 36 | 53  | 89  | 103 | 2 | 0 | 2 | 2 | 0 |